# Baal (film)
Baal is een West-Duitse dramafilm uit 1970 onder regie van Volker Schlöndorff. Het scenario is gebaseerd op het gelijknamige toneelstuk van de Duitse auteur Bertolt Brecht.

## Verhaal
Een jonge dichter heeft een moeilijke verhouding met het kleinburgerlijke middenveld. De ene keer tracht hij hen te begrijpen, de andere keer verwerpt hij hen. Als de dichter niet op zijn zolderkamer is, zwerft hij doelloos rond. Hij grijpt almaar naar de fles en deelt het bed met zowel mannen als vrouwen.

## Rolverdeling
| Acteur                   | Personage      |
| ------------------------ | -------------- |
| Rainer Werner Fassbinder | Baal           |
| Sigi Graue               | Ekart          |
| Margarethe von Trotta    | Sophie         |
| Günther Neutze           | Mech           |
| Miriam Spoerri           | Emilie Mech    |
| Marian Seidowsky         | Johannes       |
| Irmgard Paulis           | Johanna        |
| Carla Egerer             | Jonge vrouw    |
| Wilmut Borell            | Mjurk          |
| Rudolf Waldemar Brem     | Houthakker     |
| Andrea Brüdern           | Jongedame      |
| Claudia Butenuth         | Vrouw met kind |